# Староникольское (Москва)
Старонико́льское — деревня в районе Щербинка Новомосковского административного округа города Москвы.

## География
В деревне имеется единственная улица — Староникольская улица. В состав деревни входит 97 жилых домов, их количество почти не менялось с начала XX века. На территории деревни расположен Староникольский пруд.

## Название
Ранее деревня называлась Никольская (по церкви Николая Чудотворца). Нынешнее название Староникольское получила после того, как выходцы из неё основали деревню Новоникольское (Никольские выселки).

## История
Документальные сведения относящиеся к периоду конца XVIII — начала XX века хранятся в Центральном государственном архиве Московской области, сведения относящиеся к периоду второй половины XX века хранятся в архиве города Видное Московской области.
В XIX веке деревня Староникольская входила в состав Сухановской волости 2-го стана Подольского уезда Московской губернии. Являлась казённой. По данным на 1859 год в деревне насчитывалось 38 дворов, в которых проживало 114 мужчин и 130 женщин. По данным на 1890 год в деревне проживало 214 человек. По данным на 1926 год в деревне проживало 374 человека.
6 февраля 1986 года «улица без названия» в деревне получила название Староникольская
В 2006 году население деревни составляло 133 человека.
08 мая 2024 года территория деревни Староникольское исключена из состава района Южное Бутово и передана во вновь образованный муниципальный округ Щербинка.

## Территориальная принадлежность
- Стан Московского уезда, Молоцкого стана
- В 1782—1801 гг — в составе Звенигородского уезда
- С 1802 — года в составе Подольского уезда
- 1917—1929 — Подольский уезд, Сухановская волость.
- 1929 года — 1958 — Московская область, Ленинский район, Щибровский сельсовет, Колхоз 1-го Мая.
- с 1958 года деревня — Московская область, Ленинский район, Михайловский сельсовет, Колхоз имени Жданова.
- Московская область, Ленинский район, Совхоз XXI съезда.
- с 1984 года — город Москва[11][12], район Южное Бутово.
- с 2024 года — город Москва, муниципальный округ Щербинка.

## Инфраструктура
- Памятник жителям, погибшим в период Великой Отечественной войны.
- Лесопилка и склад лесоматериалов. Была организована после окончания войны и просуществовала до конца советского периода. Затем в течение нескольких лет на данной территории располагалось газозаправочная станция и пункт приёма металлов.
- Предприятие по производству офисных стульев. Открыто около 2000 года.
- Кафе «Сокол». Построено после окончания войны и просуществовало приблизительно до 1985 года. В настоящее время здание заброшено.
- Библиотека. Была открыта после окончания войны и работала до середины 1980-х годов. В конце XX века здание было разрушено. В начале XXI века здание было полностью снесено.
- Рынок строительных материалов. Открыт в 2009 году и располагался сначала около здания бывшего кафе «Сокол», с 2010 был перенесён на противоположную сторону улицы. В 2012 году рынок убрали и на его месте образовалась стихийная стоянка грузовиков. Начиная с 2013 года территорией заинтересовалось правительство Москвы, появились планы построить на этом месте храм. 3 августа 2014 года управа организовала публичные слушания по вопросу строительства храма. На слушаниях присутствовала инициативная группа жителей улицы Староникольская. Многие жители высказались против строительства храма на данном месте, поскольку рядом проходит высоковольтная линия электропередачи. Через некоторое время земля под строительство храма была выделена. В 2016 году на месте предполагаемого строительства был установлен крест[13].